# Epipedocera limata
Epipedocera limata là một loài bọ cánh cứng trong họ Cerambycidae.